# Частиковая рыба
Частиковая рыба (частик), Чёрная рыба — промысловое название группы рыб, принятое главным образом в рыбопромысловых районах России и стран бывшего Союза ССР, примыкающих к Каспийскому, Аральскому, Азовскому и Чёрному морям.
В другом источнике указано что под именем Частиковой рыбы, на начало XX столетия в России, в каспийско-волжском рыболовстве разумели все породы рыб, кроме осетровых и белорыбицы, на Дону это название заменялось на белая рыба (по цвету преобладающей рыбы), на Урале — чёрная рыба.
Название появилось в связи с ловлей определённых видов рыб так называемым частиком — частой мелкоячейной сетью (в отличие от крупноячейной, которыми ловят осетровых). Частиковая рыба подразделяется на крупночастиковую (щука, судак, сом, сазан) и мелкочастиковую (карась, чехонь). Из чёрной, частиковой рыбы, на Каспийском море, перегнойкою  (сейчас это называется "ферментация") добывался рыбий жир или во́рвань.
На Волге существовала рыболовная пошлинная единица — Частик, и о ней в акте от 1588 года сказано: «Ловити рыбу во все лето 20 связками да частиком сту саженями, а в частике две связки с четвертью связки». Частик едва ли не то же, что Белозерский тагас и тагасы (м., мн.) белозерский, частый и весьма большой невод, для зимней ловли снетков.